# Балашађармат
Балашађармат (мађ. Balassagyarmat) град је у Мађарској. Балашађармат је други по величини град у оквиру жупаније Ноград, после Шалготарјана, а некада је био и средиште жупаније.
Град има 16.592 становника према подацима из 2008. године.

## Географија
Град Балашађармат се налази у крајње северном делу Мађарске, на граници са Словачком. Од престонице Будимпеште град је удаљен 80 km северно. Град се налази у планинском крају, у подножју Татри. Река Ипољ чини северну границу града, али и границу са Словачком.

## Историја
Грб града носи латински натпис „Civitas Fortissima“ (најхрабрији град). Наиме, јануара 1919. чехословачке снаге су прешле демаркациону линију одређену децембра 1918. током мировних преговора у Паризу, окупиравши градове јужно од те линије, укључујући и Балашађармат. Месно становништво је успело да одбаци чехословачке снаге, али по цену многих живота.
То место је некад било град. Средњевековни град је 1552. године окупирао Али-паша Будимски. А године 1626. ту је склопљен мир између аустријског цара Фердинанда II и Турака.
Место је 1905. године имало статус велике општине, у којем је и седиште истоименог среза. Ту живи 8585 становника у 999 домова. Срба је једва 22 православне душе са два дома. Балашађармат је била у то време добро повезана са светом; ту су биле ПТТ комуникације и жељезничка станица.
Током Другог светског рата Балашађармат су 9. децембра 1944. освојиле совјетске снаге 2. украјинског фронта у склопу операције освајања Будимпеште.

## Становништво
По процени из 2017. у граду је живело 15.058 становника.
| 1990.  | 2001.  | 2011.  | 2017.  |
| ------ | ------ | ------ | ------ |
| 19.792 | 17.794 | 16.397 | 15.058 |

## Срби у Балашађармату
По државном шематизму православног клира Угарске из 1846. године, у Балаша-Ђармату је било 84 православних душа. Месно православно парохијско звање и матрикуле се воде од 1786. године. Парох је 1846. године поп Марко Видак, а школски директор Јован Бозда трговац. Ту припадају и парохијске филијале, са православцима у загради: Иполи-шаг (4), Паланка (3), Сечен (2), Лошонц (6) и Фулек (8).
Српска православна црква је грађена 1785. године. Посвећена празнику Рождеству Пресвете Богородице или Малој Госпојини. Православно парохијско звање је основано 1786. године, а матрикуле су поново заведене 1860. године. Црква је у другој половини престала да буде српско власништво.
Поп Данил Ракић је постао пренумерант још 1794. године, када му је у руке допала прва српска историја модерног доба. Стојковићеву "Физику", прву књигу, узео је 1801. године претплатом Сава Дејановић купечески калфа из места. Другу књигу, која је објављена као наставак 1802. године, купили су купци, Јован Бозда и Михаил Пиперковић. Духовну књигу атрактивног наслова, преведену на српски језик, набавио је 1803. године Јован Бозда купец у месту. У Балашађармату је стигла и педагошка књига, преведена на српски језик, код трговаца месних - Јована Наума и Георгија Бозде. Јован Бозда купец узео је 1815. године Бојићево дело о славним Србима писцима. Купили су 1818. године пренумерацијом популарну Доситејеву књигу житељи Балашађармате: поп Јован Николић парох, Јован Бозда купец и школски управитељ, Наум Бозда "пушечног праха ц и к привилеговани продавац", Стефан Гарба "ц и к привилеговани продавац соли", Николај Гарба (исто, солар). Године 1826. месни парох је био поп Јован Јовановић. Стефан Гарба - при храму Пресвете Богородице у Балашађармату је 1829. године, био "попечитељ" (издавач) књижице пештанског учитеља Јосића.
Срби у месту набавили су 1836. године једну васпитну књигу намењену родитељима: поп Марко Видак парох, и група тамошњих трговаца - Јован Бозда, Стефан Герба епитроп, Михаил Бозда, Александар и Павел Турнаји, Марко Жигмунд, Теодор Поповић, Лазар Лацковић, Стефан Продановић и пар странаца. Пренумерант друге васпитне стране књиге, преведене на српски језик био је 1837. године месни парох поп Марко Видаковић. Страну књигу од седам томова, преведену на српски језик узели су 1851. године у Балашиђармати: трговци Стефан Гарба и Аркадије Милован.
Становник и трговац месни Наум Бозда је са својом супругом, постао велики српски добротвор у Пешти. Они су тамо прешли да живе под старе дане. Своје богатство наменили су младом српском, православном нараштају који би се бавио трговином и занатом, и који је требало да се настани у Пешти. Тако је Наум у свом тестаменту од 1. јуна 1853. године одредио: "да из прихода његове закладе годишње добијају православни сироти и доброг владања занатлије или машинисте у Пешти - који су кадри да постану мајстором и и вољни оженити се са иноверном женскињом - при одпочињању заната 2100 ф.". А супруга његова Јелена Бозда рођ. Белановић родом Сентандрејка, у својој опоруци од 11. септембра 1866. године одлучује: "да се младим трговцима православне вере и српске народности, и то наизменце једном трговцу у Пешти 2000 ф. и једном у Сентандреји 1000 ф. као подпора издаје." Тим закладама руководила је православна црквена општина у Пешти. До 1883. године материјално је реализовано 14-15 стипендија, у износу укупном од око 40.000 ф. капитала. Последњи стипендиста је добио исту 1880. године. Дешавало се да неки од младића не успе да искористи шансу, и протраћи новац који су од добротвора са благословом добили.
Јелена је материјално помагала и друге српске институције, по тестамену. Тако се наводе њене донације: свакој сентандрејској православној цркви по 200 ф., толико и другим српским црквама у Будиму, Калазу, Чобанцу, Рац Алмашу, Српском Ковину и Ловри. Помогла је Српски учитељски фонд са 600 ф., Сентандрејски српски сиротињски завод - 1000 ф. Сентандрејској школи је завештала 1000 ф., да се од годишње камате 60 ф. одвоји за комплетно облачење шест сиромашних девојчица, о празнику Св. цар Константин и царица Јелена.
Учитељ балашађарматски био је 1846. године Георгије Вечерковић, са само два ученика. Године 1865. та општина је имала дуг од 1821. године, од 11 ф. 34 новчића, намењених Школском фонду.
Сомборска препарандија је 1867. године позивала Јована Петковића "пјевца" црквеног у Балашђармату, да изађе на учитељски испит, јер испуњава услове. Године 1905. - школе више нема! Срба православних ту је 1847. године 84, а две деценије касније 1867. године има их дупло мање - 47 душа.
Почетком 20. века постојала је у Балашађармату српска православна црквена општина. Скупштина је редовна под председништвом Велизара Михајловића. Старатељ цркве је Константин Михајловић, а црквено-општински посед врло мали од 13 кј. земље. Парохија је најниже шесте платежне класе, има парохијски дом али не и попину сесију земље. Ту припадају као парохијске филијала: Сечењ, Лошонц, Гач, Филек, Ипољшаг, Паланка и Бозог. Храм је 1905. године у врло лошем стању. Постоји и српско православно гробље. Администратор парохије је тада калуђер Доситеј Поповић јеромонах, родом из Старе Пазове.
Од српства мало је данас у Балашађармати остало трага. У 20. веку црква је престала да буде српска православна, јер је уступљена другој верској заједници. Она је сада празна и служи за потребе месне самоуправе као изложбени простор. Споља на зиду тог некадашњег храма су преостала два епитафа, на српском и грчком језику. Остало је само мало запуштено православно гробље са девет споменика, уз римокатоличко гробље, на источном делу града.

## Партнерски градови
- Деж
- Хајменкирх
- Остроленка
- Ламеција Терме
- Словенске Дјармоти
- Svaliava
- Павија